# XCG-17滑翔機
Douglas XCG-17是一款由C-47天空火車改裝而成的突擊滑翔機。雖然XCG-17通過測試，然而由於美軍對大型滑翔機的需求不復以往，因而最終取消該計畫。1946年期間，美軍曾經又將一架C-47改裝成滑翔機，並在測試完成不久後，又將其改回C-47。 

## 發展
隨著C-54天空大師運輸機的推出，美國陸軍航空軍發現當時服役的常規滑翔機無法有效利用C-54的動力，因此決定打造一款更大的突擊滑翔機。而後，陸軍採用量產的C-47進行改造，由於C-47成熟的設計，機身只需經過最小的改造便能成為滑翔機。
在進行C-47的拖曳飛行測試後，一架C-47-DL被改裝成滑翔機，其編號為XCG-17。該機為原先服務於西北航空的DC-3客機，並於二戰時改裝成C-47。而後C-47-DL拆除發動機，以覆蓋有符合空氣動力學輪廓的半球形圓頂罩遮住發動機的缺口，並進行一定量的配重使飛機的重心與裝有發動機時相同。改裝仇無動力後，其餘不必要的設備也被拆除以減輕重量；包括飛機的電線和艙壁，以及導航員和無線電操作員的位置。
改裝後的CG-17於1944年6月12日在克林頓機場完成，不久後飛機進行了首次飛行測試。測試中XCG-17展現出優異的飛行性能；CG-17具有比傳統滑翔機更低的失速和更高的牽引速度，且滑翔角度明顯更小。航空軍曾採用兩架C-47串聯牽引（牽引機將一架拖到另一架前面，領頭的飛機在起飛後分離）。然而這種配置對於C-47來說是危險的，而後確定單架C-54是最佳方案。
XCG-17的貨艙容量為15,000磅（6,800公斤），最多可運輸40名裝備齊全的士兵。.XCG-17還能夠一次裝載三輛吉普車，或兩門105毫米（4.1吋）榴彈砲。無論飛機的負載如何，都不需要壓艙物維持飛機的重心。
儘管測試結果令人滿意，但該飛機未能滿足陸軍能在簡易土地上起降的要求。此外，當XCG-17的評估完成時，大型滑翔機的需求已經不復以往。滑翔機的主要功能是增加透過駝峰航線運往中國的物資 ，然而此時戰況已變得對同盟國更加有利，不再需要大型滑翔機提供額外運輸量。因此該機最終取消生產計畫，原型機則於1946年8月送到戴維斯-蒙森空軍基地進行封存。
1949年8月，該機出售給先進工業(英語：Advance Industries)，該公司將CG-17重新改裝回DC-3，並繼續投入民航使用。 然而，一些消息來源表明XCG-17於1946年重新改裝為C-47，並被轉移到墨西哥服役到1980年.。

### XCG-47
儘管XCG-17未能順利投產，但位於菲律賓呂宋島尼科爾斯機場的第五航空服務司令部曾在11946年1月將一架C-47 改裝為滑翔機。改造方式與XCG-17大致相同，包括在發動機口上安裝八角形整流罩，並安裝B-24解放者轟炸機的輔助動力裝置。
該飛機被稱為XCG-47，並命名為“Nez Perce”，該飛機於1946年6月17日改裝後首飛，並由一架C-54牽引。而後美軍計劃將XCG-47從呂宋島牽引道日本東京，證明大型滑翔機作為常規運輸的可行性（這裡指得是如同半掛車一樣，在運輸機後方多牽引一架滑翔機運輸物資的概念可行性）。
這次飛行於1946年6月下旬進行，飛行時間為11小時，並在沖繩過夜。航程總共為1,800英里（2,900公里），最終於東京附近的立川機場降落。儘管飛行順利，然而該計畫最終還是不了了之，而XCG-47隨後於1946年8月也重新安裝回發動機，作為C-47重新投入使用。

### 註記
1. ↑  CG-4滑翔機為美軍當時服役的主力滑翔機[5]
2. ↑  美軍的命名方案中，只要有"-DL"的表示為在道格拉斯位於加州長灘的工廠製造的飛機。[9]
3. ↑  戰爭開始後，多架民營的DC-3轉入軍用，並經改造後成為C-47、C-48、C-49、C-50和C-53等[11]

### 引用
1. 1 2  Baugher 2010
2. 1 2 3 4 5 6  Taylor 1991, p.151.
3. 1 2  . Airwar.ru.   [2011-01-20]. （原始内容存档于2024-05-06） （俄语）.
4. ↑  Francillon 1988
5. 1 2 3 4  Nigl and Nigl 2007, pp.16-17.
6. 1 2 3  Swanborough and Bowers 1989, p.274.
7. 1 2  Francillon 1988, p.233.
8. ↑  Davis 1995, p.40.
9. ↑  Bowers 1986, p.85.
10. 1 2 3 4 5 6 7 8 9  Day 2001
11. ↑  Davis 1995, p.31.
12. 1 2 3  Grim 2009, p.17.
13. ↑  Serling 1997, p.62.

### 書目
- Baugher, Joe. . USAAS-USAAC-USAAF-USAF Aircraft Serial Numbers--1908 to Present. July 18, 2010  [2011-01-21]. （原始内容存档于2019-04-02）.
- Bowers, Peter M. . Fallbrook, CA: Aero Publishers. 1986  [2011-01-21]. ISBN 978-0-8306-8194-5. （原始内容存档于2024-05-26）.
- Davis, Larry. . Aircraft In Action 149. Carrollton, TX: Squadron/Signal Publications. 1995. ISBN 0-89747-329-9.
- Day, Charles L.  (PDF). Research conducted for Silent Ones: WWII Invasion Glider Test and Experiment, Clinton County Army Air Field, Wilmingon, Ohio. Lubbock, TX: Silent Wings Museum. 2001  [2011-01-20].
- Francillon, René J.  1. Kirkwood, NY: Putnam Publishing. 1988. ISBN 978-0-85177-827-3.
- Grim, J. Norman. . Bloomington, IN: AuthorHouse. 2009  [2011-01-20]. ISBN 978-1-4389-0485-6.
- Nigl, Alfred J.; Charles A. Nigl. . Santa Ana, CA: Graphic Publishers. 2007  [2011-01-21]. ISBN 978-1-882824-31-1.
- Serling, Robert J. . New York: Kensington Books. 1997  [2024-05-26]. ISBN 978-1-57566-246-6. （原始内容存档于2024-05-26）.
- Swanborough, Gordon; Peter M. Bowers. . Washington, D.C.: Smithsonian Institution Press. 1989. ISBN 978-0-87474-880-2. Douglas XCG-17.
- Taylor, Michael J.H. (编). . New York: Mallard Press. 1991. ISBN 0-7924-5627-0.